# Andrea Ritter

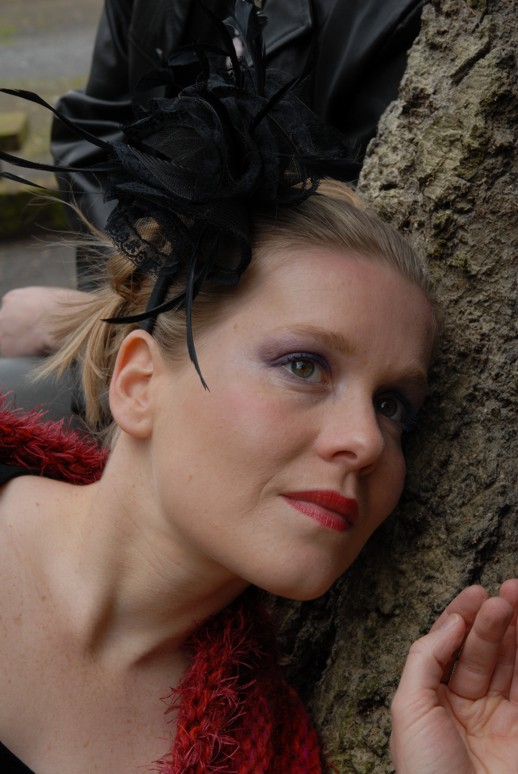
Andrea Ritter

Andrea Ritter (* 24. Dezember 1978 in Erlangen) ist eine deutsche Blockflötistin.

## Biografie
Ihre Ausbildung im Flötenspiel erhielt Andrea Ritter bei Karel van Steenhoven an der Hochschule für Musik in Karlsruhe. 2007 legte sie dort ihr Konzertexamen ab. Von 2004 bis 2007 spielte sie im Amsterdam Loeki Stardust Quartet.
2006 gründete sie mit Daniel Koschitzki, der ebenfalls bei Karel van Steenhoven Flöte studiert hatte und der bereits seit 2001 im Amsterdam Loeki Stardust Quartet spielte, das Barockensemble Koschitzki & Ritter. 2007 gründeten die beiden zusammen die „klassische Band“ Spark.
Seit 2008 tritt Andrea Ritter mit Daniel Koschitzki auch als Duo auf. In ihrem Programm Bird's Paradise spielt Andrea Ritter überwiegend Werke zeitgenössischer Komponisten auf bis zu 20 verschiedenen Blockflöten von der 25 cm langen Sopraninoflöte bis zur 2 m hohen Subbassflöte. Daniel Koschitzki begleitet sie meistens am Klavier und greift nur ab und zu selber zur Flöte. Auf dem 2011 bei ARS Produktion erschienenen Album Echoing Voices sind Stücke aus diesem Programm zusammen mit weiteren Werken zeitgenössischer Komponisten enthalten. Andrea Ritter spielt darauf zwölf verschiedene Blockflöten von C-Bass bis f’’-Sopranino und wird von Daniel Koschitzki am Klavier begleitet.
Neben ihrer Tätigkeit als Flötistin gibt Andrea Ritter auch Meisterkurse.

## Diskografie

Andrea Ritter 2009 mit dem Ensemble Koschitzki & Ritter

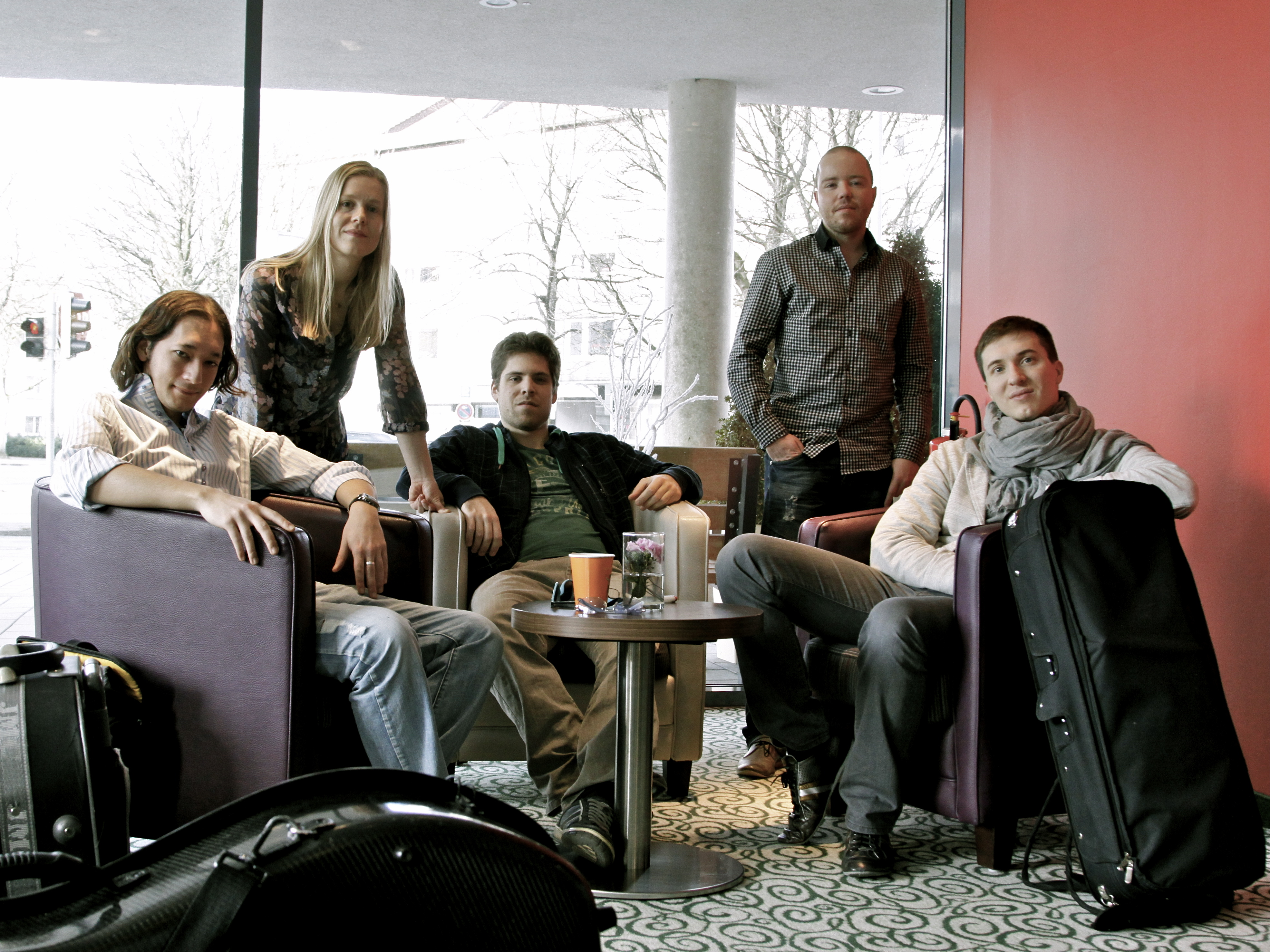
Andrea Ritter 2012 mit dem Ensemble Spark

mit Amsterdam Loeki Stardust Quartet:
- 2008: Fade Control (Channel Classics)

mit Daniel Koschitzki
- 2011: Echoing Voices (Ars Produktion, Werke für Blockflöte und Klavier)

mit Spark:
- 2010: Downtown Illusions (ARS Produktion)[7]
- 2012: Folk Tunes (Deutsche Grammophon/Universal)[8]
- 2012: New Directions In Classical Music (Sampler von Deutsche Grammophon/Universal mit 2 Stücken von Spark)[9]
- 2012: Eine Klassik für sich – Die besten Alben 2012 (Sampler von Deutsche Grammophon/Universa/Decca, Jahresrückblick mit 1 Stück aus Folk Tunes)[10]

## Auszeichnungen
für Andrea Ritter:
- 1998: Konzertpreis bei den Offenen Niederländischen Blockflötentagen in Utrecht
- 2007: Erster Preis bei der International Recorder Competition in Montreal

für Koschitzki & Ritter:
- 2009: Erster Preis des internationalen Händelwettbewerbs in Göttingen (gemeinsam mit der Sopranistin Miriam Alexandra)

für Spark:
- 2011: ECHO Klassik in der Kategorie „Klassik ohne Grenzen“ für das Debütalbum Downtown Illusions[11]